# نیل ملور
نیل ملور (انگلیسی: Neil Mellor؛ زادهٔ ۴ نوامبر ۱۹۸۲) یک بازیکن فوتبال اهل بریتانیا است.